# Banca d'Italia
La Banca d'Italia è la banca centrale della Repubblica Italiana, parte integrante dal 1998 del Sistema europeo delle banche centrali (SEBC). Si tratta di un organismo di diritto pubblico e il suo scopo è quello di mantenere la stabilità dei prezzi e la stabilità e l'efficienza del sistema finanziario, in attuazione del principio della tutela del risparmio sancito dall'articolo 47 della Costituzione. La sede centrale è Palazzo Koch a Roma, con sedi secondarie e succursali in tutta Italia.

## Storia

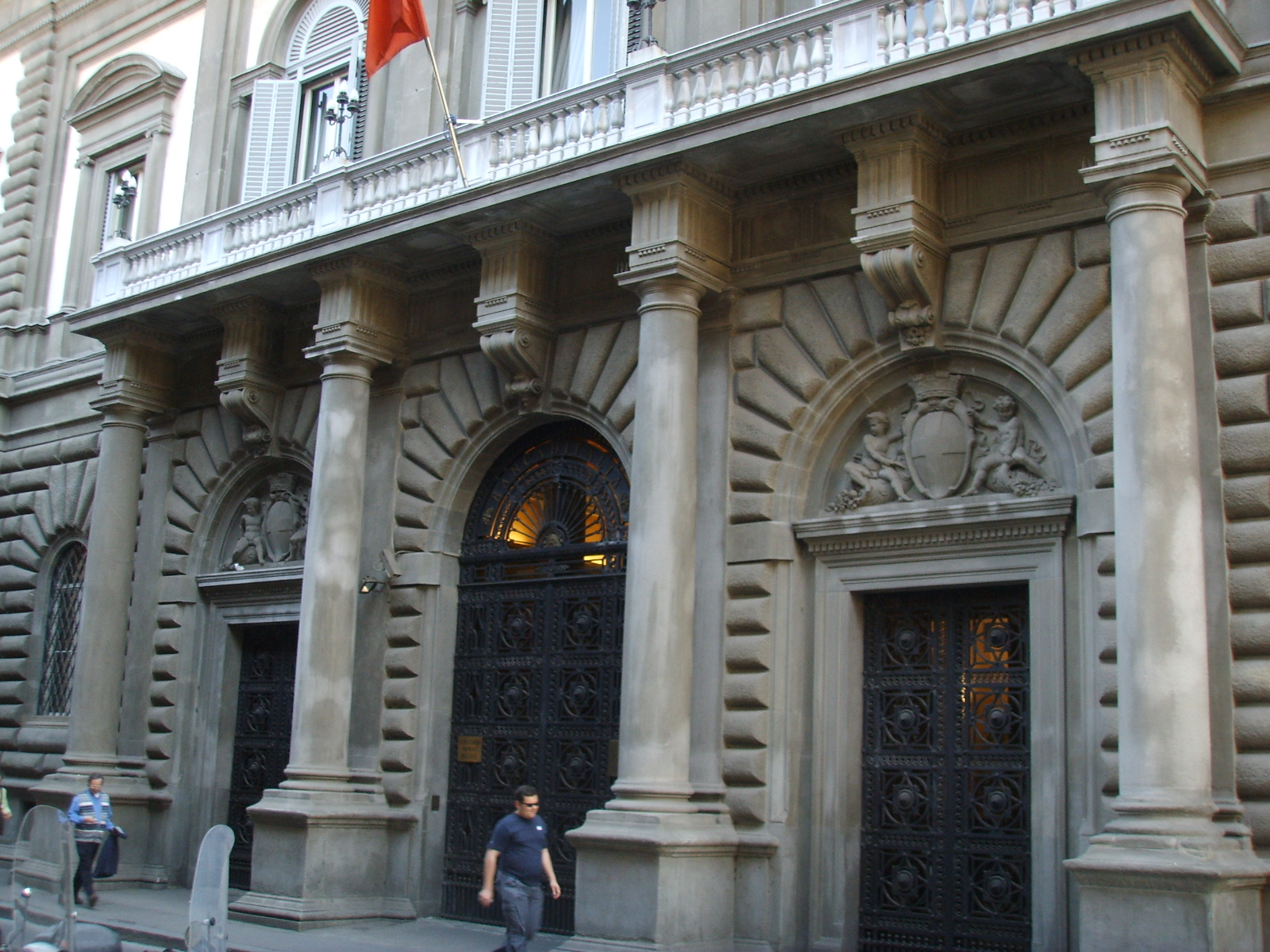
Palazzo della Banca d'Italia, a Firenze costruito quando era capitale d'Italia.

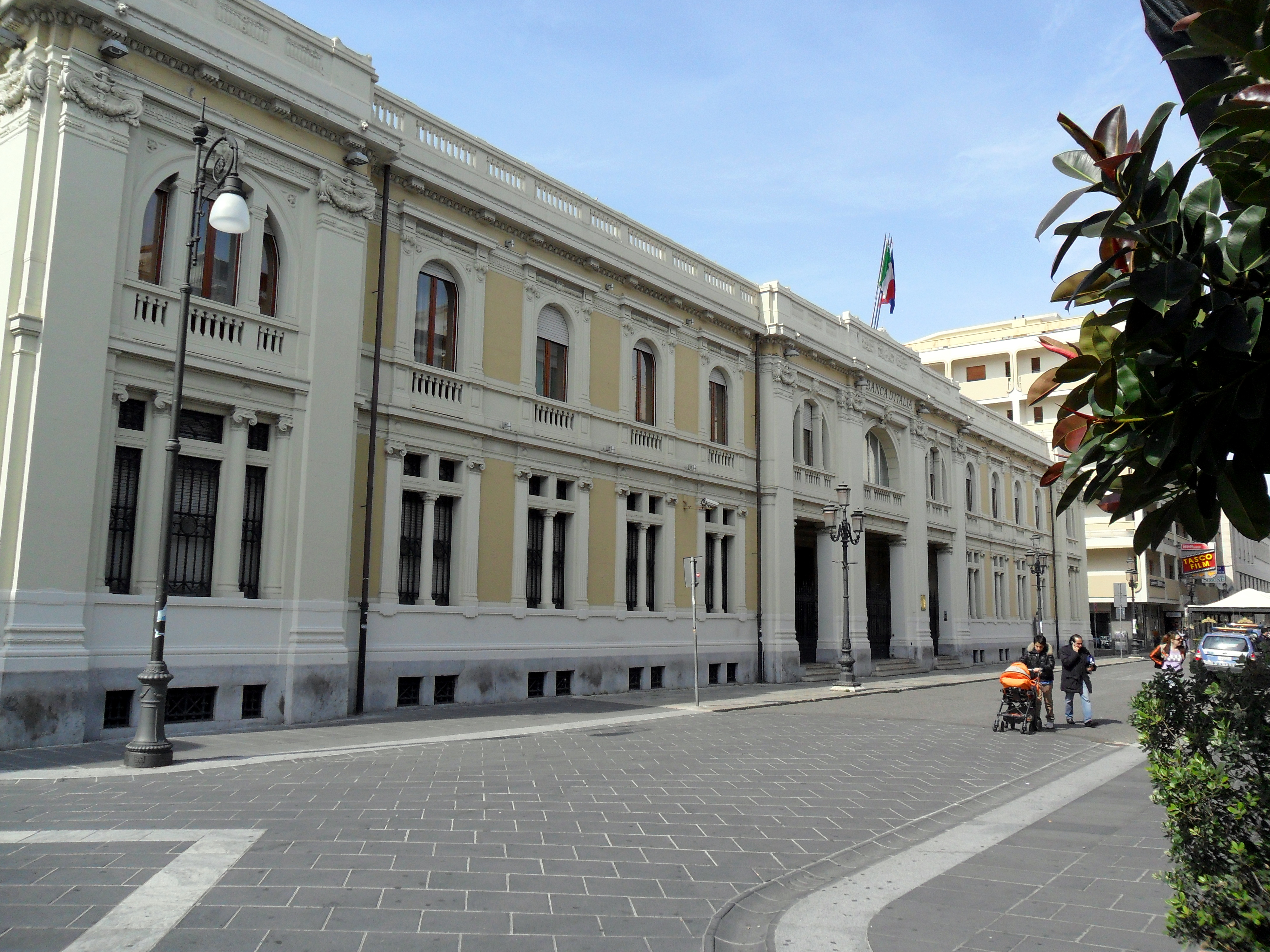
Palazzo della Banca d'Italia a Reggio Calabria.

### Le origini
L’Italia della prima metà dell’Ottocento, connotata da una notevole frammentazione politica, vede affermarsi una pluralità di banche di emissione. Il quadro, prima del 1861, è quello ricostruito nella tabella che segue.
| Stato preunitario       | Istituto di emissione                     | Anno di creazione | Anno di liquidazione o incorporazione |
| ----------------------- | ----------------------------------------- | ----------------- | ------------------------------------- |
| Regno di Sardegna       | Banca di Genova                           | 1844              | 1849                                  |
| Regno di Sardegna       | Banca di Torino                           | 1847              | 1849                                  |
| Regno di Sardegna       | Banca Nazionale                           | 1849              | -                                     |
| Regno di Sardegna       | Banca di Savoia                           | 1851              | 1859                                  |
| Ducato di Parma         | Banca Parmense                            | 1858              | 1861                                  |
| Lombardo-Veneto         | Banca Nazionale Austriaca                 | 1816              | -                                     |
| Lombardo-Veneto         | Stabilimento Mercantile di Venezia        | 1853              | 1867                                  |
| Granducato di Toscana   | Banca Nazionale Toscana                   | 1857              | 1893                                  |
| Granducato di Toscana   | Banca Toscana di Credito                  | 1860              | 1893                                  |
| Stato Pontificio        | Banca dello Stato Pontificio              | 1850              | 1893                                  |
| Stato Pontificio        | Banca delle Quattro Legazioni             | 1855              | 1861                                  |
| Regno delle Due Sicilie | Banco delle Due Sicilie                   | 1816              | -                                     |
| Regno delle Due Sicilie | Banco dei Reali Dominii al di là del Faro | 1850              | -                                     |

Quella del 1861 è un’Italia economicamente arretrata rispetto ai maggiori paesi europei, con un prodotto pro capite pari a meno della metà di quello britannico e a poco più della metà di quello francese. Al suo interno, assai contenuta risulta la circolazione di carta moneta e a comporre il sistema bancario vi sono piccole ditte individuali, pochi istituti pubblici e alcune banche di emissione. Nonostante la creazione di una moneta unica, la lira italiana, già nel 1862 (con la c.d. legge Pepoli) la circolazione di banconote rimane frammentata, con la facoltà di emettere biglietti nel nuovo Regno concessa a quasi tutti gli istituti operanti negli stati preunitari:
- al Nord, alla Banca Nazionale nel Regno d'Italia (risultato della fusione fra Banca di Genova e Banca di Torino);
- al Centro, alla Banca Nazionale Toscana, dal 1863 alla Banca Toscana di Credito e, dal 1870 dopo la presa di Roma, alla Banca Romana (già Banca dello Stato Pontificio);
- al Sud, al Banco di Napoli e al Banco di Sicilia.

Ogni banca di emissione stampa biglietti in lire convertibili in oro, operando in concorrenza con le altre cinque. Dei sei istituti, due sono pubblici (il Banco di Napoli e il Banco di Sicilia) e gli altri privati ma vigilati dallo Stato. Nel 1866, con l’abbandono della convertibilità e l’adozione del corso forzoso, la circolazione di banconote si espande fino a superare quella metallica. Gli interessi regionali ostacolano la creazione di una banca unica e spingono per il mantenimento di una pluralità di istituti di emissione. Nel 1874, con la prima legge italiana sull’emissione, se ne conferma espressamente l’assetto di oligopolio legalizzato e regolato. I biglietti sono particolarmente rilevanti per l’economia nazionale a causa della scarsa diffusione dei depositi bancari, risultando cruciali per la “monetizzazione” dell’economia e per l’erogazione del credito da parte degli stessi istituti di emissione. Accettando le banconote emesse, il pubblico riconosce passività degli istituti di emissione che possono, così, concedere finanziamenti alla propria clientela. In questi anni cominciano a diffondersi istituti operanti senza avvalersi della facoltà di emissione, che costituiranno i pilastri del sistema creditizio dei decenni successivi. Tra questi, meritano di essere menzionati il Credito Mobiliare e la Banca Generale. In questo contesto, strumento principe dell’operatività degli istituti di emissione è lo sconto delle cambiali che consente il finanziamento della produzione.
All’inizio degli anni ’80 del XIX secolo il corso forzoso è temporaneamente abbandonato per essere restaurato (di fatto) già nel 1887. Si tratta di una breve parentesi di illusoria euforia finanziaria che determina il surriscaldamento dell’economia e prepara la crisi dei primi anni ’90, da ricondurre all’esplodere della bolla speculativa originata dal boom edilizio di Roma capitale, una espansione eccessiva che coinvolge anche gli istituti di emissione. La crisi bancaria dei primi anni Novanta, accoppiata a una crisi di cambio, è anche crisi politica e occupa la scena giudiziaria nel 1892 con la rivelazione dei pesanti immobilizzi di bilancio delle banche di emissione e, soprattutto, dei gravi illeciti della Banca Romana, a lungo coperti dal Governo.
In una situazione di estrema difficoltà, di aspri conflitti politici ed economico-finanziari, prevale una soluzione di compromesso. Scartata l’ipotesi (avanzata da Sidney Sonnino) di unificare il sistema dell’emissione, si afferma la linea del presidente del Consiglio Giovanni Giolitti: la nuova legge sull’emissione del 1893 prevede, oltre alla liquidazione della Banca Romana, la costituzione della Banca d'Italia (con l’incorporazione delle due banche toscane nella Banca Nazionale) e il mantenimento del ruolo dei due istituti di emissione meridionali (Banco di Napoli e Banco di Sicilia).

### La nascita e il consolidamento della Banca d’Italia (1893-1913)
La legge n. 449 del 10 agosto 1893 autorizza “la fusione della Banca Nazionale nel Regno d’Italia con la Banca Nazionale Toscana e con la Banca Toscana di Credito, allo scopo di costituire un nuovo istituto di emissione dal nome Banca d’Italia”. Il 5 ottobre 1893 l’assemblea generale degli azionisti dei tre istituti preesistenti, riunitasi a Roma, approva la costituzione della Banca d’Italia, il cui primo statuto è emanato con il Regio Decreto n. 671 del 20 dicembre dello stesso anno. La Banca d’Italia avvia la sua attività il primo gennaio 1894, in un contesto economico e politico fortemente scosso dagli scandali legati alle vicende della Banca Romana, dalla svalutazione del cambio della lira e dalla crisi di governo. Un quadro segnato anche dal dissesto delle due principali banche commerciali (la Società Generale di Credito Mobiliare Italiano e la Banca Generale), dalla forte disoccupazione e dalle acute tensioni sociali in Sicilia (Fasci siciliani). La legge bancaria del 1893 stabilisce limiti all’emissione delle banconote e attribuisce la vigilanza sugli istituti di emissione al Ministero di Agricoltura, Industria e Commercio. La nuova legislazione introduce norme per la tutela dell’interesse pubblico e getta le basi del processo di transizione verso una banca di emissione unica. La Banca d’Italia ha facoltà di emettere biglietti, insieme con il Banco di Napoli e il Banco di Sicilia, ed è guidata al suo vertice da un Direttore Generale la cui nomina deve avere l’approvazione del Governo.
La Banca d’Italia si insedia nell’edificio di via Nazionale costruito su progetto di Gaetano Koch per la Banca Nazionale nel Regno. Giacomo Grillo, già direttore della Banca Nazionale, è nominato alla stessa carica nel nuovo Istituto, anche se la sua permanenza al vertice dura poco. Il 24 febbraio 1894 Grillo presenta agli azionisti l’ultima relazione della Banca Nazionale e il giorno successivo si dimette, non condividendo le misure adottate dal Governo per fronteggiare, con il concorso degli istituti di emissione, la crisi di liquidità acuitasi nel gennaio per una diffusa sfiducia tra i depositanti, con una conseguente corsa agli sportelli.
Alla direzione generale della Banca d’Italia viene nominato Giuseppe Marchiori, già sottosegretario alle Finanze e ai Lavori pubblici, che guiderà l’Istituto fino alla fine del secolo. Al nuovo Direttore Generale spettano compiti ardui: la dismissione delle partite immobilizzate ereditate dagli istituti cessati e la liquidazione della Banca Romana. Marchiori è chiamato a bilanciare le finalità di interesse pubblico con le esigenze degli azionisti. In particolare, il nuovo Direttore Generale convince il Consiglio superiore sia ad accettare la riduzione del tasso di sconto richiesta dal Governo sia ad addossarsi l’intero onere della liquidazione della Banca Romana, ottenendo però in cambio il monopolio della Tesoreria provinciale dello Stato, che pone la Banca in un rapporto privilegiato con il Governo, al di sopra degli altri due restanti istituti di emissione.
Scomparso prematuramente Marchiori, il 18 novembre 1900 il Consiglio superiore elegge nuovo direttore generale Bonaldo Stringher, già Direttore Generale del Tesoro, che rimarrà per trent’anni alla guida della Banca d’Italia. Stringher procede alla chiusura della liquidazione delle partite immobilizzate in anticipo rispetto alla scadenza (fissata dalla legge per il 1908) e risana il bilancio dell’Istituto, ponendo le basi per lo sviluppo di un’azione incisiva a sostegno dell’economia nazionale. L’indirizzo di politica monetaria che Stringher persegue nei primi anni del Novecento è volto ad assicurare mezzi di pagamento e credito all’economia e ad accrescere il volume delle riserve auree e valutarie. Stringher afferma gradualmente il prevalere del ruolo pubblico della Banca d’Italia sugli interessi degli azionisti e rafforza il rapporto fiduciario con il Governo, come testimonia la centralità dell’Istituto nell’operazione di conversione della Rendita, conclusasi con successo nel 1906.
Nel 1907 Stringher guida l’intervento della Banca d’Italia teso ad arginare la grave crisi finanziaria, determinata dagli eccessi speculativi della borsa di New York e dalla conseguente crisi di liquidità negli Stati Uniti e in Europa. Il successo dell’operazione consolida il nuovo ruolo dell’Istituto come prestatore di ultima istanza e “banca delle banche”, rafforzandone la reputazione.
Alla vigilia della prima guerra mondiale la Banca d’Italia riveste una posizione centrale nel panorama finanziario nazionale: forte anche delle riserve auree accumulate, sostiene il credito all’economia del Paese, opera a favore della stabilità finanziaria e supporta il Tesoro nella gestione del debito pubblico.

### La prima guerra mondiale e l’affermazione del ruolo pubblico della Banca d’Italia
La prima guerra mondiale richiede un processo di pianificazione e di mobilitazione radicale di risorse economiche e finanziarie necessarie a sostenere lo sforzo bellico. In questo contesto, la Banca d’Italia si trova a cooperare intensamente con il Governo. Le circostanze “costringono” l’istituto a un maggiore incardinamento nelle politiche dell’esecutivo, in un contesto di politica monetaria orientata alle necessità di guerra, come in tutti i paesi belligeranti. Si realizza un’espansione senza precedenti delle sue funzioni, un passaggio decisivo nell’evoluzione verso una forma più compiuta di banca centrale. Circa due terzi delle spese belliche italiane sono finanziate con l'indebitamento sia interno sia estero. L'Istituto svolge un ruolo di rilievo nell'emissione e nella gestione dei prestiti interni e partecipa attivamente alla negoziazione dei prestiti esteri con gli Alleati, necessari per l'acquisto di materie prime dall'estero. La circolazione monetaria quasi quadruplica, costringendo ad abbandonare i previsti limiti di legge e a sospendere la convertibilità aurea. 
Il progressivo deprezzamento della lira, legato all’ingente deficit commerciale con l’estero, spinge il Governo all’introduzione del monopolio del commercio delle valute. A tale fine, nel 1917, viene fondato l’Istituto nazionale per i cambi con l’estero (INCE), sotto la presidenza del Direttore Generale della Banca d’Italia. Nel dopoguerra, nonostante l'abolizione del monopolio delle valute, l'INCE viene mantenuto in essere allo scopo di gestire e attenuare le fluttuazioni dei cambi. Con la fine delle ostilità la difficile riconversione dell’industria pesante mette in crisi e determina il dissesto delle banche miste più esposte nel finanziarla. La Banca d’Italia è impegnata, d’intesa con il Governo, in imponenti operazioni di salvataggio, svolgendo di fatto un ruolo di creditore di ultima istanza. In seguito alla liquidazione della Banca di Sconto, la partecipazione di controllo dell'Ansaldo viene trasferita alla Sezione Speciale del Consorzio per sovvenzioni su valori industriali (progenitrice del futuro IRI) .
Nel corso degli anni ’20 l’Italia, come tutti gli altri principali paesi europei, si adopera per la stabilizzazione monetaria e il ritorno alla convertibilità aurea, nella cornice del regime monetario internazionale del gold standard. Come parte di questo percorso, l’Istituto è oggetto di importanti riforme attraverso le quali assume compiutamente le funzioni pubbliche di banca centrale e di organo di controllo del sistema creditizio, seppure in un contesto di crescente subordinazione alla linea di politica economica del regime fascista. Nel 1926 alla Banca d’Italia viene attribuito il monopolio dell’emissione di banconote (Regio Decreto Legge 6 maggio 1926, n. 812), funzione fino ad allora condivisa con il Banco di Sicilia e il Banco di Napoli. L’Istituto prende in carico la gestione delle stanze di compensazione, snodi centrali di un moderno sistema dei pagamenti. La legge bancaria del 1926 regolamenta l’attività creditizia con lo scopo di tutelare il risparmio, a seguito delle crisi e della disordinata crescita del sistema bancario negli anni precedenti. La banca centrale italiana (primo caso in Europa) assume poteri di supervisione sul sistema bancario e si sviluppa progressivamente il primo nucleo della funzione di vigilanza cartolare e ispettiva. Per le banche commerciali vengono stabiliti requisiti minimi di capitale e di concentrazione dei crediti verso singoli prestatori. 
A settembre del 1926, Mussolini annuncia la decisione di rivalutare fortemente la lira scegliendo Quota 90 come nuovo livello del tasso di cambio rispetto alla sterlina, nonostante le pressioni deflattive, richiamate anche da Stringher. La stabilizzazione della lira è realizzata nel 1927 con il ripristino della convertibilità aurea, attuato attraverso la cooperazione internazionale con le altre banche centrali, nella cornice del ‘’gold exchange standard’’. Per la Banca d’Italia è il ritorno all'obbligo di mantenere una riserva in oro e d’ora innanzi anche in divise convertibili in oro, non inferiore al 40% della circolazione. Il nuovo Statuto del 1928 istituisce la carica di Governatore (in luogo di quella di Direttore Generale) al vertice del Direttorio della Banca. Il Governatore acquisisce la responsabilità di manovra del tasso di sconto (precedentemente in capo al Consiglio Superiore), previa approvazione del Governo.

### Dalla crisi del 1929 alla legge bancaria del 1936
Nel dicembre 1930 muore Bonaldo Stringher, dopo trent’anni alla guida dell’Istituto. Gli succede, su indicazione del Governo, il Direttore generale Vincenzo Azzolini, giunto nel 1928 dal Ministero del Tesoro, di cui pure era stato Direttore generale.
Nel settembre 1931, nel pieno della Grande depressione, il Regno Unito abbandona la convertibilità aurea, svalutando la sterlina, una svolta epocale e inattesa che porta alla fine del sistema aureo. Ne derivano perdite patrimoniali per l’Istituto, dato che le riserve sono detenute in larga parte in questa valuta (circa il 40% delle riserve in valuta e l’8% dell’intero bilancio). La Banca d’Italia, così come le altre banche centrali, si trova di fronte a un contesto nuovo che impone la ridefinizione degli strumenti e degli stessi obiettivi della politica monetaria. La svalutazione della sterlina e di gran parte delle altre monete, porta altresì ad una rivalutazione della lira, accentuando il processo di crisi e deflazione dell’economia. Il Governo rimane tuttavia contrario a provvedimenti espansivi per non rischiare di indebolire il valore esterno della moneta italiana; il che sarebbe stato in contrasto con la propaganda del regime sull’obiettivo di “Quota 90”. Le conseguenze della politica governativa sul sistema economico e finanziario sono pesanti. “Nei primi anni Trenta, gli Stati Uniti e molti paesi europei furono devastati da gravi crisi bancarie. Restarono immuni, o solo moderatamente colpiti, quelli che abbandonarono la convertibilità aurea insieme alla Gran Bretagna”. Non fanno eccezione le banche miste italiane, che gonfie di partecipazioni azionarie sempre più svalutate, giungono a un passo dal tracollo. Il sistema bancario italiano si trova con attivi fortemente immobilizzati. Il Governo e la Banca centrale realizzano interventi di salvataggio e sistemazione radicali, che consentono la tenuta del sistema bancario ed evitano un impatto disastroso della Grande crisi sull’economia reale. Il contributo della Banca è parziale dal punto di vista progettuale ma consistente dal punto di vista finanziario, con pesanti conseguenze sul suo bilancio. L’ideazione e la gestione dei programmi di salvataggio è opera, su incarico di Mussolini, principalmente di Alberto Beneduce insieme al suo stretto collaboratore Donato Menichella, che con il ritorno alla democrazia diverrà Direttore Generale e, successivamente, Governatore della Banca d’Italia.
Negli anni Trenta, in gran parte dei paesi occidentali si introducono regolamentazioni più rigorose dei sistemi bancari, si disegnano nuovi statuti per le banche centrali, si rafforza il ruolo dei governi nella gestione del cambio e della politica monetaria. In Italia, come in altre dittature, il governo esercita questo ruolo in modo particolarmente penetrante, lasciando alla banca centrale il compito, non semplice ma subalterno, di definire e gestire i mezzi tecnici idonei a raggiungere gli obiettivi dettati dal governo. Per superare l’instabilità endemica del sistema finanziario italiano e per condurre il sistema creditizio su un sentiero di sviluppo stabile, Beneduce e Menichella ritengono fondamentale separare i) l’attività industriale da quella bancaria, ii) le funzioni di credito mobiliare (a medio e lungo termine) dalle funzioni di credito commerciale (a breve termine). A tale scopo, nel periodo dal 1931 al 1936 vengono realizzati diversi interventi. Innanzitutto la stipula di accordi segreti (“convenzioni”) tra le principali banche miste e il governo e la Banca d’Italia, con cui le prime si impegnano, in cambio di aiuti finanziari, a limitare la propria attività a quella di finanziamento a breve termine. Quindi, la creazione dell'Istituto Mobiliare Italiano (IMI), con il compito di assicurare finanziamenti a medio-lungo termine alle grandi imprese. Infine, e più importante, la creazione dell'Istituto per la Ricostruzione Industriale (IRI), che prende in carico sia i pacchetti di controllo delle banche miste sia le loro partecipazioni azionarie nelle imprese industriali. Queste erano giunte ad essere pesantemente dipendenti in via indiretta dal credito finanziario della Banca d’Italia che ne aveva permesso la sopravvivenza alla Grande Crisi, fino però a mettere in pericolo la propria solidità patrimoniale.
Alla fine del 1934 le riserve valutarie nazionali si azzerano. Questo è l’apice di un processo di costante riduzione cominciato nel 1928 e attribuibile principalmente al disavanzo della bilancia commerciale. La reazione del Governo, sempre restìo ad una svalutazione della lira, è ripristinare il monopolio del cambio delle valute estere attraverso l’Istituto Nazionale per i Cambi con l’Estero (INCE) e affidare ad esso e alla Banca d’Italia i controlli sull’esportazione di valuta. Nel 1935, in un contesto di preparazione alla guerra (nello stesso anno era iniziata l’aggressione militare all’Etiopia), il controllo sui cambi viene irrigidito con l’istituzione della Sovrintendenza allo Scambio delle Valute, che risponde direttamente al capo del governo e assorbe anche le competenze residue della Banca in questo ambito.
Nel 1935 la Banca d’Italia viene inoltre formalmente sollevata dall’obbligo di conversione aurea della moneta. Alla fine del 1936 si giunge alla lungamente attesa svalutazione della lira, che favorisce la ripresa economica e il riequilibrio dei conti con l’estero. Nello stesso periodo, per effetto di un semplice decreto ministeriale, viene rimosso ogni limite alla possibilità dello Stato di finanziarsi per mezzo di debito verso la Banca d’Italia: l’autonomia dell'Istituto di emissione tocca così il suo punto più basso.
Sempre nel 1936, Beneduce e Menichella, divenuti rispettivamente Presidente e Direttore Generale dell’IRI, elaborano su mandato di Mussolini una legge di profonda riforma bancaria, che plasmerà il sistema finanziario italiano fino ai primi anni Novanta del Novecento. La prima parte della Legge bancaria del 1936 (tuttora in parte in vigore) definisce la Banca d'Italia “istituto di diritto pubblico”, le affida in via definitiva il monopolio della funzione di emissione (non più, quindi, in concessione), riserva a enti finanziari di rilevanza pubblica la proprietà delle azioni della Banca d’Italia (gli azionisti privati ne vengono espropriati con indennizzo), proibisce alla Banca di fornire credito e raccogliere depositi verso e da persone, imprese, enti o istituti diversi dalle banche, concentrandola sulla funzione di “banca delle banche”. La seconda parte della legge (abrogata quasi interamente nel 1993) oltre a ridisegnare l'intero assetto del sistema creditizio nel segno della separazione fra banca e industria e della separazione fra credito a breve (o ordinario) e a lungo termine (o speciale), definisce l’attività bancaria funzione di interesse pubblico e concentra l'azione di vigilanza creditizia (in precedenza separata tra diversi ministeri e la Banca d’Italia) in un Ispettorato per la difesa del risparmio e l'esercizio del credito (organo statale di nuova creazione) presieduto dal Governatore e operante con mezzi e personale della Banca d'Italia (sotto la direzione politica di un Comitato di ministri guidato dal capo del Governo). La legge rafforza di fatto il ruolo della Banca d’Italia nella vigilanza bancaria e crea la cornice all’interno della quale l’Istituto accrescerà funzioni e capacità dopo la guerra.
Per fronteggiare le nuove responsabilità della Banca il Governatore Azzolini rafforza la funzione di ricerca economica attraverso l’assunzione di economisti professionisti, tra questi il futuro Governatore Paolo Baffi. Al Servizio Studi viene dato il compito di fornire un supporto analitico adeguato alle nuove responsabilità nel governo della moneta e nella vigilanza bancaria. Vengono poste le basi di una moderna struttura di analisi e ricerca che, nel secondo dopoguerra, sarebbe divenuta uno dei maggiori punti di forza della banca centrale italiana, “nel sostenerne quell’autonomia di fatto, fondata anzitutto sull’efficacia della sua azione e l’autorevolezza delle sue analisi”.

### La seconda guerra mondiale e la stabilizzazione monetaria postbellica
La seconda guerra mondiale, con i suoi quasi cinque anni di guerra di cui due combattuti sul suolo nazionale, ha conseguenze drammatiche sulle vite degli italiani e colpisce duramente l’economia nazionale causando estese distruzioni. Le reti idriche, elettriche, le infrastrutture per i trasporti, il settore agricolo – cui faceva capo il 25% del valore aggiunto nazionale – subiscono danni rilevanti.
Nel settembre del 1943 dopo l’armistizio con gli Alleati l’amministrazione della Banca d’Italia, come quelle di altre istituzioni, si trova spezzata in due: un regime commissariale è instaurato al Nord nella Repubblica Sociale (con Giovanni Orgera commissario dal giugno del 1944); un altro al Sud liberato dagli alleati, con commissario straordinario Niccolò Introna (dopo i primi mesi con Arturo Atti). La nomina di Introna, già ai vertici della Banca dal 1928 come vicedirettore generale, rappresenta il preludio del ritorno alla normalità nella vita dell’Istituto. Nel 1945, con Luigi Einaudi governatore e Introna direttore generale, da gennaio, si pone fine al regime commissariale.
L’immediato secondo dopoguerra è un periodo estremamente difficile, ma non comporta problemi di stabilità del sistema bancario come era invece avvenuto alla fine del precedente conflitto. Le banche, grazie alla legge del 1936 che aveva ridisegnato l’assetto del sistema creditizio introducendo la separazione tra banca e industria e tra credito a breve e a lungo termine, non si trovano gravate da significativi immobilizzi. Assai preoccupante è invece la situazione della lira, il cui potere d’acquisto risulta essere un trentesimo di quello prebellico (al termine della prima guerra mondiale il valore della lira si era ridotto “solo” di un quinto rispetto al 1914). A partire dal 1946 l’inflazione riprende a crescere alimentata da un eccesso di liquidità e sospinta sia dal fabbisogno del Tesoro finanziato con moneta sia dall'espansione del credito bancario.
Il risanamento monetario, avviato nell’estate del 1947, si basa su quattro pilastri. Il primo è la riforma del meccanismo di riserva obbligatoria. Il potere di variare il coefficiente di riserva viene assegnato a un organo tecnico di nuova creazione, il Comitato Interministeriale per il Credito e il Risparmio (CICR), presieduto dal ministro del Tesoro. L’intervento sul regime di riserva segnala chiaramente la volontà dell’autorità monetaria di porre fine all’inflazione: orientando le aspettative degli operatori, rapidamente contribuisce a frenare l’ascesa dei prezzi. Il secondo pilastro consiste nel ripristino di un limite al finanziamento monetario del Tesoro: dal maggio del 1948 l’indebitamento del Tesoro in conto corrente verso la Banca centrale viene limitato al 15% delle spese previste nel bilancio dello Stato. Terzo pilastro fondamentale della stabilizzazione è il reinserimento del Paese nella comunità finanziaria internazionale. Nell’ottobre del 1946 l’Italia viene ammessa agli istituti nati con gli accordi di Bretton Woods. Da qui inizia un percorso virtuoso che vede l’Italia beneficiare di aiuti internazionali e partecipare al processo di liberalizzazione commerciale. Dopo la svalutazione del novembre 1947 scompare il doppio mercato dei cambi creatosi durante la guerra, viene creato l’Ufficio italiano dei cambi per la gestione delle operazioni valutarie. Il quarto pilastro del risanamento monetario è il riordino della vigilanza bancaria. Dopo la soppressione dell’Ispettorato, creato nel 1936 e presieduto dal capo del Governo, la funzione di vigilanza viene ricondotta, anche formalmente, alla sola Banca d’Italia. La responsabilità politica sulla materia è assegnata al CICR, alle cui sedute partecipa il Governatore in qualità di capo dell’organo tecnico. Il principio della tutela del risparmio viene fissato nella nuova Costituzione repubblicana del 1948 (art. 47). La stabilizzazione monetaria, alla quale contribuisce in modo determinante, a fianco di Luigi Einaudi, il Direttore Generale della Banca d’Italia Donato Menichella, costituisce la premessa per la crescita non inflazionistica del periodo successivo.
Dall’immediato dopoguerra fino ai primi anni Cinquanta, la Banca d’Italia dà un contributo rilevante nel processo di ottenimento e gestione degli aiuti internazionali (Interim Aid, Piano Marshall, Banca Mondiale) che consentono di uscire dall’emergenza, di avviare la ricostruzione e di aprire la strada che condurrà al “miracolo economico”.

### Stabilità e sviluppo negli anni cinquanta e sessanta
Gli anni Cinquanta sono per l'Italia il periodo di più forte crescita economica della sua storia, realizzata in un contesto di stabilità monetaria. Donato Menichella succede nel 1948 a Luigi Einaudi (nominato Presidente della Repubblica). La linea politica del nuovo Governatore è riassumibile con le parole “stabilità per lo sviluppo”. La stabilità monetaria è vista come strumento per stimolare il risparmio, obiettivo considerato fondamentale in un paese relativamente carente di capitali e che ha bisogno di ingenti investimenti in un contesto di sviluppo e trasformazione strutturale. Il Governatore si impegna in prima persona per lo sviluppo del Mezzogiorno: nel 1950 è tra i maggiori promotori della Cassa per il Mezzogiorno orientata, con il sostegno della Banca Mondiale, a programmare e finanziare gli investimenti produttivi e infrastrutturali nel Sud.
Dopo l’adesione agli accordi di Bretton Woods, il paese si apre progressivamente agli scambi con l’estero, con effetti positivi sulla crescita economica e sulla stessa competitività dell’industria italiana. All’apertura con l’estero sul lato commerciale si accompagna una linea di prudenza riguardo alla libertà nei movimenti di capitale, puntando ad accrescere e consolidare le riserve valutarie su livelli elevati. L’Italia fa quindi parte dell’Unione europea dei pagamenti, creata nel 1950, importante snodo nella riattivazione dei rapporti finanziari e commerciali internazionali. L’indirizzo di apertura verso l’estero è consolidato da scelte politiche quali l’adesione alla Comunità europea del carbone e dell'acciaio (CECA) nel 1951 e alla Comunità economica europea nel 1957 (CEE). Nel 1958 entra in vigore l’Accordo monetario europeo, che introduce la convertibilità della lira in altre valute anche per i non residenti.
Menichella fa un uso relativamente parco degli strumenti ordinari di politica monetaria quali il tasso di sconto, che rimane fermo dal 1950 al 1958, e il coefficiente di riserva obbligatoria. Riesce a governare la massa monetaria, pur in assenza di strumenti quali le operazioni di mercato aperto, riassorbendo la liquidità in eccesso tramite le emissioni di titoli pubblici e regolando gli aggregati creditizi anche attraverso l’esercizio della moral suasion sulle banche soggette alla vigilanza dell’Istituto. L’azione di vigilanza è particolarmente attenta a evitare il ritorno a episodi di immobilizzo degli attivi bancari e, più in generale, ai pericolosi intrecci tra banca e impresa che avevano caratterizzato l’economia italiana fino alla metà degli anni ‘30. Si pone una forte attenzione alla salvaguardia e alla promozione delle banche locali, ritenute le più idonee a convogliare finanziamenti verso le piccole e medie imprese.
Nel 1960 Guido Carli, direttore generale da meno di un anno, succede a Menichella. Il nuovo Governatore sostiene una linea di impulso allo sviluppo e quindi agli investimenti, allo scopo di chiudere il divario economico del paese con gli altri partner europei. Tra le azioni volte a sostenere gli investimenti si segnalano ad esempio, a partire dal 1966, gli interventi sul mercato mobiliare volti a contenere e stabilizzare i tassi sulle obbligazioni a medio e lungo termine degli istituti di credito speciale.
Nella cornice degli accordi di Bretton Woods, la stabilità monetaria è intesa per lo più in relazione al tasso di cambio. Negli anni ’60 tuttavia, rispetto al decennio precedente, si registra una crescita sia del debito pubblico sia dell’inflazione. Nel 1963, per frenare quest’ultima, il Governatore attua una politica di stretta creditizia. Ulteriori strette avvengono tra il 1969 e il 1970 in reazione a fughe di capitali.
Si rafforza il Servizio Studi, con l’assunzione di giovani economisti attraverso borse di specializzazione all’estero, per acquisire competenze quantitative di analisi economica. Nel corso degli anni ’60, con la consulenza di Franco Modigliani, si sviluppa la prima versione del modello econometrico. L’obiettivo è quello di elaborare previsioni utili a supportare le decisioni di politica economica. Il Servizio Studi e il suo modello econometrico si rivelano strumenti cruciali per l’autorevolezza della Banca.
Riguardo al sistema bancario, a partire dalla seconda metà degli anni Sessanta si comincia ad assecondare un processo di concentrazione dell’industria creditizia, con una diminuzione progressiva del numero di banche, che nei due decenni precedenti era rimasto sostanzialmente stabile. L’obiettivo di questo processo è quello di accrescere l’efficienza degli intermediari. Si continua tuttavia ad escludere qualsiasi allentamento del modello della specializzazione bancaria. A partire dal 1964 diventa operativa la Centrale dei rischi, uno dei primi sistemi informativi automatizzati al mondo sull'indebitamento della clientela degli enti creditizi.

### I turbolenti anni settanta
Gli anni Settanta si aprono con due eventi internazionali che segnano la fine di un periodo storico connotato da sviluppo sostenuto e stabilità economica. Il primo evento è rappresentato dal crollo, nell’agosto del 1971, del sistema monetario internazionale nato in seguito agli accordi di Bretton Woods nel 1944, sistema caratterizzato da tassi di cambio fissi e dal ruolo centrale del dollaro. Il secondo evento è il brusco aumento del prezzo del petrolio che segue la guerra dello Yom Kippur nell’ottobre del 1973, primo dei due shock petroliferi che colpiranno l’economia internazionale nel decennio (il secondo sarà conseguente alla Rivoluzione iraniana del 1979). Si apre un lungo periodo in cui convivono due mali economici ritenuti fino a quel momento antitetici: la stagnazione e l’inflazione.

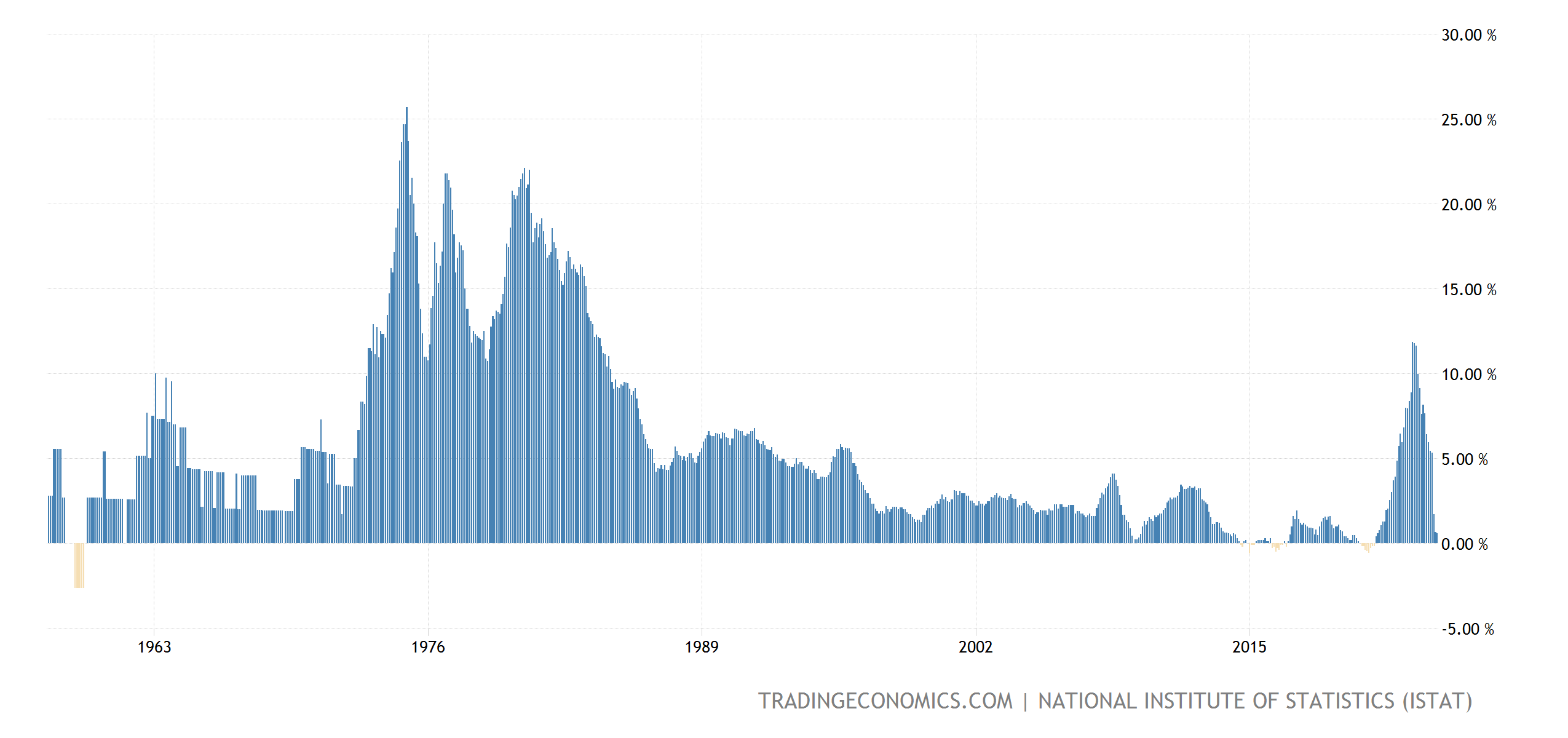
Andamento dell'inflazione dal 1962 al 2022 (fonte: ISTAT). Il periodo internazionale di alta inflazione del 1973-1985, dovuto alle crisi petrolifere causate dai conflitti in medio-oriente, vedrà i diversi governi occidentali approntare diversi tipi di soluzioni per attenuarla.

In Italia l’inflazione è significativamente più alta rispetto alla media dei paesi industriali. Tra il 1973 e il 1984 il tasso annuo di crescita dei prezzi non scende mai al di sotto del 10%. Oltre all’aumento dei prezzi internazionali e al venir meno della disciplina monetaria imposta dal sistema di cambi fissi, in Italia vi sono importanti cause interne che contribuiscono alla sostenuta crescita dei prezzi, rappresentate in particolare dall’indicizzazione dei salari, dalla politica di bilancio e dalla scarsa concorrenza. Nel Paese, anche come risposta alle tensioni profonde sul mercato del lavoro, è in vigore un meccanismo automatico di indicizzazione dei salari al costo della vita che produce “una vana quanto pericolosa rincorsa tra salari e prezzi” traducendosi in una dannosa spirale inflazionistica. La politica di bilancio contribuisce ad alimentarla: gli eccezionali incrementi di spesa pubblica corrente nel decennio non sono accompagnati da sufficienti aumenti delle entrate fiscali e vengono finanziati con emissione di debito (tra il 1970 e il 1980 il debito pubblico in rapporto al PIL sale di 20 punti percentuali, dal 40 al 60%). Infine, l’aumento dei prezzi al consumo è favorito dalla presenza di settori economici, come in particolare quello dei servizi, in cui l’alta protezione dalle pressioni concorrenziali favorisce gli aumenti dei prezzi.
Al fine di conciliare il sostegno agli investimenti con il controllo della domanda interna e delle dinamiche inflazionistiche, nel 1973 vengono introdotti strumenti amministrativi di controllo del credito che impongono limiti ai prestiti bancari (massimale sugli impieghi, vincolo di portafoglio) e controlli valutari, contenendo invece l’aumento dei tassi di interesse ufficiali. L'indirizzo tendenzialmente restrittivo della politica monetaria si traduce in Italia, come in altri paesi industriali, nell’adozione di obiettivi intermedi esplicitamente dichiarati di crescita quantitativa degli aggregati monetari (il cosiddetto credito totale interno).
Nel 1975 Guido Carli lascia la guida della Banca d’Italia; gli succede Paolo Baffi, Direttore Generale dal 1960, primo Governatore di carriera interna. In occasione della crisi valutaria del 1976, allo scopo di accrescere l'efficacia della manovra restrittiva la Banca rende più incisivo il massimale sugli impieghi e si inaspriscono i controlli valutari. Più volte la stessa Banca d’Italia sottolinea i costi e i limiti connessi con l'adozione di tali strumenti, che introducono forti distorsioni dei mercati. Viene quindi avviato un processo volto a rafforzare la capacità della politica monetaria di operare attraverso il mercato, con l’acquisto e la vendita di titoli di Stato (operazioni di mercato aperto). A questo fine nel 1975 vengono intrapresi i primi passi per la creazione di un vero mercato monetario, con modifiche nelle procedure di emissione dei Buoni ordinari del Tesoro e la riforma degli obblighi di riserva. L’Italia aderisce sin dal suo avvio al Sistema Monetario Europeo (SME), che entra in vigore il 13 marzo 1979, ottenendo che la banda di oscillazione entro cui può fluttuare la lira sia più ampia di quella consentita agli altri paesi inizialmente aderenti (6% contro 2,25%), a fronte di un’inflazione più elevata rispetto a questi ultimi.
Sotto la guida del Governatore Baffi l'attività di vigilanza è volta al contrasto dei fenomeni di instabilità che si manifestano in campo bancario in quegli anni, anche attraverso lo strumento delle ispezioni e dell’analisi sui dati bancari. Si accresce l’inquadramento dell'azione di vigilanza in una cornice di regole e di standard, si promuove il rafforzamento patrimoniale e il miglioramento degli assetti statutari e organizzativi degli istituti di credito. In questi anni si accresce il coordinamento fra autorità nazionali in materia di supervisione bancaria con, in particolare, il “concordato di Basilea” del 1983.
Nel settembre 1979 Baffi, in seguito a un'iniziativa giudiziaria strumentale basata su argomentazioni che successivamente si sarebbero dimostrate del tutto infondate – la stessa magistratura ancora in fase istruttoria pronunciò la totale innocenza sua e del Vice Direttore Generale Mario Sarcinelli – presenta le proprie dimissioni irrevocabili dall’incarico di governatore al fine di preservare la pienezza dell'autonomia operativa dell'Istituto. Il Consiglio superiore della Banca d’Italia, accogliendo la richiesta di dimissioni, contestualmente lo nomina governatore onorario. A Paolo Baffi succede Carlo Azeglio Ciampi, già Direttore Generale dal 1978.

### Dalla lotta all’inflazione all’Unione Monetaria Europea
Il secondo shock petrolifero del 1979-80 alimenta ulteriormente la rincorsa dei prezzi. La risposta politico economica e istituzionale è tale da promuovere un processo di contenimento dell'inflazione. Tre sono i pilastri su cui si fonda:
- l’adozione di una politica monetaria poco accomodante con conseguente rafforzamento del cambio reale, nell’ambito del Sistema Monetario Europeo (SME) a cui l’Italia aveva aderito dal suo avvio;
- il “divorzio”, nel 1981, della Banca d’Italia dal Tesoro, che ne sancisce la piena autonomia nelle decisioni concernenti l’acquisto dei Titoli di Stato non assorbiti dal mercato;
- una politica di contenimento della dinamica salariale in un contesto di forte aumento della disoccupazione e di depotenziamento della scala mobile. I tassi di interesse reali possono, così, tornare a essere positivi.

Il processo di consolidamento istituzionale avviato sul finire degli anni ’70 prosegue nel decennio successivo sotto il governatorato Ciampi, in particolare con la nascita di un vero mercato monetario, e consente di riportare progressivamente l’inflazione su livelli più contenuti. Alle luci si contrappongono, però, le ombre. Se, da un lato, nel 1990 la lira può aderire alla “banda stretta” di oscillazione dello SME, dall’altro permangono irrisolti i problemi strutturali del paese, si acuisce il disavanzo delle partite correnti e si ridimensiona il livello degli investimenti.
Nel 1986, con l'approvazione dell'Atto unico europeo, si stabiliscono le tappe del processo volto all'abolizione delle barriere tra i mercati dei paesi membri della Comunità, da realizzare entro il 1992. Nel 1990, il completamento della liberalizzazione valutaria chiude un ciclo di legislazione vincolistica iniziato nel 1934. Nel 1992, si giunge alla firma del Trattato di Maastricht, fondamentale per l’avvio della moneta unica europea e del Sistema europeo delle banche centrali (SEBC). L’ingresso dei paesi firmatari nell’unione monetaria è subordinato al rispetto di severi parametri di convergenza. Anche i tempi sono stringenti: una prima fase di avvicinamento economico e istituzionale; una seconda di armonizzazione di norme e procedure nei diversi paesi, in vista dell’attuazione della politica monetaria comune (con la creazione nel 1994 dell’Istituto monetario europeo, precursore della Banca Centrale Europea - BCE); una terza, dal 1999, di avvio della moneta unica, l’euro, del SEBC (di cui è parte la Banca d’Italia) e della BCE.
Per quel che concerne più direttamente la Banca d’Italia, sempre nei primi anni ‘90, intervengono importanti modifiche riguardanti: l’articolazione della Banca sul territorio nazionale; i poteri in materia di politica monetaria; gli assetti del sistema bancario, con la c.d. riforma Amato-Carli.
Con il passaggio da obbligo a facoltà di insediamento con proprie Filiali in ogni capoluogo di provincia per svolgere il servizio di tesoreria dello Stato, si apre la strada a una razionalizzazione della rete territoriale della Banca.
Quanto alla politica monetaria, la Legge 7 febbraio 1992, n. 82 conferisce al Governatore il potere di modificare, con proprio provvedimento e in relazione alle esigenze di controllo della liquidità del mercato, il tasso di sconto e l’interesse sulle anticipazioni in conto corrente e a scadenza fissa. Per ciò che attiene al sistema finanziario italiano, la c.d. riforma Amato-Carli del 1990 e il decreto di recepimento della seconda direttiva comunitaria di coordinamento bancario del 1992 ne riformulano le linee fondamentali. Superata la natura di interesse pubblico della funzione creditizia ed eliminati gli obblighi di specializzazione previsti dalla legge del 1936, la banca torna a essere un’impresa, si avvia la privatizzazione del settore e si apre la possibilità di avere banche universali (operanti anche nel medio-lungo termine). In Banca d’Italia si passa da una vigilanza “strutturale”, volta a orientare l’assetto del sistema bancario con specifiche autorizzazioni, a una vigilanza “prudenziale”, prevalentemente fondata su regole generali di comportamento. L’insieme dei provvedimenti intervenuti nel corso degli anni trova, infine, organica sistemazione nel Testo Unico Bancario del 1993 (Presidente del Consiglio, Carlo Azeglio Ciampi) e nel Testo Unico della Finanza del 1998 (Direttore Generale del Tesoro, Mario Draghi).
Il 1992 è, però, anche l’anno di una importante crisi valutaria che colpisce diverse monete. Tra queste la lira, con una svalutazione di circa il 20%. A scatenare la crisi, i diversi orientamenti delle politiche economiche degli Stati Uniti e della Germania e le incertezze concernenti la ratifica del Trattato di Maastricht. Nel 1993, in una delle fasi per il Paese più difficili dal dopoguerra, il Governatore Carlo Azeglio Ciampi lascia la Banca d’Italia per assumere l’incarico di Presidente del Consiglio. Al vertice dell’Istituto gli succede Antonio Fazio, già Vice Direttore Generale dal 1982.
La reazione dell’Italia alle difficoltà vissute è decisa: si avvia il risanamento della finanza pubblica, per mezzo di consistenti tagli alle spese e, soprattutto, di incrementi delle entrate; si attua, nell’estate del 1994, una stretta che inaugura un periodo di politica monetaria più restrittiva. Nel 1996, l’ancoraggio delle aspettative di inflazione su livelli inferiori consente di allentare le condizioni monetarie. Flettono i tassi a lungo termine, determinando un drastico taglio dell’onere per interessi sul debito pubblico, cruciale per il risanamento finanziario del Paese. Contestualmente, nel corso degli anni Novanta si realizza un importante processo di convergenza anche negli assetti istituzionali delle banche centrali che aderiranno al SEBC. In particolare, coerentemente con le prescrizioni del Trattato di Maastricht, si rafforza la loro indipendenza. Per la Banca d’Italia, le tappe fondamentali sono: oltre all’attribuzione del potere di fissare in autonomia i tassi ufficiali (Legge 7 febbraio 1992, n. 82), il divieto imposto allo Stato di finanziarsi in conto corrente presso l’Istituto (1993) e l’astensione, a partire dal 1994, della Banca dal partecipare alle aste per il collocamento dei titoli pubblici. A coronamento degli sforzi compiuti, l’Italia entra a far parte del gruppo di paesi che partecipano alla moneta unica fin dal suo avvio.

### Dopo l’introduzione della moneta unica
Negli anni successivi all’avvio della moneta unica, in Italia, prosegue il processo di concentrazione del sistema bancario, che iniziato negli anni Novanta del XX secolo, ha prima determinato la scomparsa di numerose banche di piccole dimensioni per poi riguardare intermediari sempre di maggiore rilevanza. Tra questi vanno annoverati anche la Banca Popolare di Lodi (poi divenuta Banca Popolare Italiana) e la Banca Antonveneta. Nell’estate del 2005, l'offerta pubblica d'acquisto da parte della prima sulla seconda è all’origine di gravi tensioni per la Banca d’Italia e per il suo vertice. La montante pressione dell'opinione pubblica e di parte del mondo politico su Antonio Fazio per il ruolo svolto nella vicenda porta il Governatore a rassegnare le dimissioni nel dicembre 2005. 
Gli succede Mario Draghi, dopo il varo della legge 28 dicembre 2005, n. 262, sulla tutela del risparmio e la disciplina dei mercati finanziari, che avvia una riforma dell'assetto istituzionale e organizzativo della Banca d'Italia e introduce per la prima volta un termine al mandato del governatore e dei membri del direttorio. Essa ha inoltre affrontato (articolo 19, comma 10) il tema della proprietà del capitale della Banca d'Italia prevedendo la ridefinizione dell'assetto partecipativo dell'Istituto mediante un regolamento governativo da emanarsi entro tre anni dall'entrata in vigore della legge stessa. Tale regolamento avrebbe dovuto disciplinare le modalità di trasferimento delle quote in possesso di “soggetti diversi dallo Stato o da altri enti pubblici”. La delega operata dalla legge 262/2005 è dunque venuta a scadenza senza che sia stato emanato il regolamento, ma il diritto alla titolarità delle quote degli attuali partecipanti è comunque salvaguardato da una norma dello Statuto della Banca. Sulla base della legge 262/2005, Mario Draghi diventa il primo governatore ad avere un mandato a termine di sei anni, rinnovabile una sola volta per ulteriori sei anni.
Con D.P.R. del 12 dicembre 2006 viene approvato il nuovo statuto che recepisce, tra le altre cose, le indicazioni della BCE e prevede
- la riaffermazione della natura pubblicistica della Banca, nonché dell'autonomia e dell'indipendenza dell'operato;
- le procedure di nomina e rinnovo del mandato del Governatore in base a quanto già avviene in Europa;
- la nomina degli alti dirigenti quali il direttore generale.

## Descrizione

### Status
La Banca d'Italia è un istituto di diritto pubblico come stabilito dalla legge bancaria del 1936 e dallo stesso statuto all'articolo 1, 1 comma. Anche la sentenza n. 16751 del 21 luglio 2006 delle sezioni unite della Corte Suprema di Cassazione - interpretando quanto previsto dalla legge bancaria del 1936, tuttora in vigore limitatamente ad alcuni articoli - ha affermato che la Banca d'Italia "non è una società per azioni di diritto privato, bensì un istituto di diritto pubblico secondo l'espressa indicazione dell'articolo 20 del R.D. del 12 marzo 1936 n. 375".
La Banca d'Italia è quindi un ente pubblico: la particolarità secondo cui ha formalmente un capitale sociale - per il quale "nel 1936, alcuni istituti misero delle quote per 300 milioni di lire" - non altera questa natura, dalla quale discende che la sua gestione ha un ruolo pubblicistico, come compiti e poteri.
La banca, pertanto, segue regole di funzionamento differenti da quelle di una normale società per azioni, come si evince anche dallo statuto, che assegna ai soci un numero di voti non proporzionale alle azioni possedute (limitando i voti dei soci maggiori). Come gli enti pubblici, la Banca Centrale persegue fini di pubblica utilità e gode del rapporto di sovraordinazione degli enti statali sui soggetti privati, fra i quali vige invece un rapporto di equiordinazione (secondo il diritto privato). Questo status rende le decisioni dell'istituto vincolanti per le banche, e nel contempo afferma che le attività di vigilanza e la regolazione dell'offerta di moneta avvengono nell'interesse economico generale, che può differire da quello dei soci proprietari. Lo status giuridico di ente pubblico esclude la possibilità di fallimento della Banca d'Italia e, tramite il suo intervento nei casi di crisi, fino al 2015 vi era anche la pratica impossibilità di fallimento delle banche private, garantendo la stabilità dell'intero sistema bancario italiano.
Per preservare l'indipendenza dell'istituto dal potere politico è previsto che le quote di partecipazione nel capitale della Banca d'Italia possano appartenere solo a banche e assicurazioni aventi sede in Italia, fondazioni (ex art. 27 del d.lgs n. 53/1999), enti ed istituti di previdenza e assicurazione con sede in Italia (ad esempio l'INPS), e fondi pensione. Nel 2014, con una legge (L. 5/2014), è stato posto un limite massimo del 3% alla quota di partecipazione che ogni socio può possedere al fine di ampliare il numero dei partecipanti. Per la parte eccedente il 3%, al socio non spettano né il diritto di voto né i dividendi.
Tale situazione è da alcuni considerata un'anomalia foriera di possibili conflitti di interesse controllato-controllore, poiché i partecipanti al capitale della Banca comprendono anche le banche sul cui operato la Banca d'Italia è chiamata dalla legge a vigilare. Secondo lo statuto il potere dei partecipanti riguarda l'approvazione del bilancio e la nomina del Consiglio Superiore, al quale vengono solitamente eletti esponenti del mondo dell'economia e dell'industria, e non formali rappresentanti delle banche.

Il Consiglio Superiore svolge funzioni amministrative, e partecipa con ruolo consultivo (ma vincolante) al processo di nomina del governatore, che dirige le attività di vigilanza insieme al resto del direttorio.
Il decreto legge 30 novembre 2013 n. 133 all'art. 5 stabilisce il divieto per il Consiglio Superiore e l'Assemblea dei Partecipanti di ingerenza con le funzioni pubbliche attribuite al Governatore e alla Banca di Italia dalle leggi italiane e dalle fonti comunitarie. Viene modificato il meccanismo di nomina e la composizione del Consiglio Superiore. È composto dal Governatore e da 13 consiglieri. Il Consiglio stesso (ad opera di un comitato istituito al suo interno) prima della fine del mandato identifica i candidati della sua successiva elezione, che saranno poi sottoposti e scelti dalle Assemblee dei Partecipanti. Il governo italiano si riserva il diritto di presenziare alle sedute del Consiglio Superiore e dell'Assemblea Generale dei Partecipanti.
È inoltre sancito dall'art. 5 del DPR 398/2003 che "la Banca d'Italia non può concedere anticipazioni di alcun tipo" al Ministero dell'economia e delle finanze; si evita così che la Banca d'Italia faccia credito allo Stato e che quest'ultimo possa pertanto avvantaggiarsi della struttura patrimoniale della stessa.

### Funzioni
La Banca d'Italia svolge varie funzioni:
- concorre a determinare le decisioni di politica monetaria per l'intera area dell'Euro nel Consiglio Direttivo della Banca centrale europea intervenendo anche sul mercato dei cambi.
- esercita l'attività di vigilanza sulle banche, sugli intermediari finanziari, sugli IMEL (Istituti di Moneta Elettronica), sugli Istituti di pagamento (IP) e, d'intesa con la CONSOB, sugli intermediari non bancari (SIM, SICAV e SGR), emanando regolamenti, impartendo istruzioni e assumendo provvedimenti nei confronti degli intermediari finanziari;
- supervisiona i mercati monetari e finanziari (in particolare sul MTS - mercato all'ingrosso dei Titoli di Stato - e sul MID - mercato dei fondi interbancari) e i depositari centrali (Monte Titoli per i titoli pubblici e privati diversi dagli strumenti derivati e la Cassa di Compensazione e Garanzia (clearing house), per gli strumenti derivati.
- promuove, ai sensi dell'articolo 146 del Testo Unico Bancario, il regolare funzionamento dei sistemi di pagamento nonché dei sistemi di compensazione e regolamento delle transazioni in titoli. A tale proposito la Banca d'Italia: ha un ruolo operativo in qualità di gestore di servizi; è autorità di sorveglianza e stabilisce principi e norme anche con riferimento al funzionamento delle infrastrutture di clearing (compensazione) e settlement (regolamento); svolge il ruolo di catalizzatore, sostenendo iniziative promosse dal mercato;
- partecipa alle attività dei principali organismi finanziari internazionali, tra i quali il Fondo monetario internazionale (FMI), la Banca dei regolamenti internazionali (BRI) e la Banca Mondiale
- offre consulenze analitiche e informative sullo stato dell'economia agli organi costituzionali in materia di politica economica e finanziaria, anche attraverso la relazione annuale del governatore che si tiene in occasione dell'assemblea dei partecipanti al capitale entro il 31 maggio di ogni anno;
- ha funzioni di controllo in materia di antiriciclaggio che svolge attraverso l'UIF, l'Unità di informazione finanziaria che, a far tempo dall'1.1.2008, svolge le competenze del dismesso UIC (Ufficio italiano dei cambi)
- promuove la tutela dei clienti e la diffusione dell'educazione finanziaria.

Inoltre, le filiali della Banca d'Italia svolgono dal 1907 la funzione di Tesoreria provinciale dello Stato. Questo incarico, ai sensi della legge n. 104/91, è regolato da apposita convenzione tacitamente rinnovata di 20 anni in 20 anni, salvo disdetta di una delle parti da notificarsi all'altra parte almeno 5 anni prima della scadenza. Dal 1999, la Banca d'Italia svolge altresì, tramite la succursale di Roma sita in via dei Mille, la funzione di Tesoreria centrale.

### Capitale sociale e utili distribuiti
La legge bancaria del 1936 fissò il capitale sociale in 300 milioni di lire, rappresentato da quote nominative di 1000 lire. Nel 1999, in vista dell'adozione dell'Euro, il capitale è stato convertito in 156.000 euro. Nel 2008 ha realizzato un utile lordo di 679 milioni di euro, sulla base del quale ha pagato allo Stato euro 328 milioni di imposte sui redditi (pari a circa il 48,3% dell'utile lordo), realizzando così un utile netto di esercizio al lordo del fondo rischi generali di 351 milioni di euro.
Ha versato poi al Tesoro, a titolo di ripartizione dell'utile al netto di imposte, la somma di 105.111.415 euro (pari a circa il 59,99% dell'utile netto). Ai rimanenti 70.100.276 euro è stata sottratta la somma di 35.042.338 euro destinata a riserva ordinaria e un'uguale cifra accantonata a riserva straordinaria. I restanti 15.600 euro sono stati sommati a 58.788.000 euro - a norma dell'art. 40 dello Statuto della Banca d'Italia, lo 0,50% "a valere sul fruttato" delle riserve, ordinaria e straordinaria, che al 31 dicembre 2007 erano di 11.757.789.000 euro - per un totale di 58.803.600 euro (196,012 euro per ogni quota di partecipazione) da ripartirsi fra i partecipanti diversi dallo Stato.
Il decreto legge 30 novembre 2013, n. 133 (cosiddetto "decreto IMU-Bankitalia", convertito con modificazioni con legge n. 5 del 2014) ha rivalutato il capitale sociale elevandolo a 7,5 miliardi di euro; le quote nominative di partecipazione hanno assunto il valore di 25.000 euro ciascuna. La rivalutazione del capitale, ovviamente, incidendo in misura uguale su tutte le quote, ha lasciato invariato il peso relativo delle singole partecipazioni. Sempre in base alla legge in questione, le quote di partecipazione al capitale possono appartenere solamente a banche, imprese di assicurazione, enti ed istituti di previdenza aventi sede legale e amministrazione centrale in Italia. Ciascun partecipante non può possedere, direttamente o indirettamente, una quota del capitale superiore al 3% (art. 4, comma 5). La Banca di Italia può effettuare operazioni di buy-back di proprie quote.
Per le quote possedute in eccesso non spetta il diritto di voto ma, per un periodo di 24 mesi dalla promulgazione della legge, sono riconosciuti i relativi dividendi. Pertanto, al termine di questo periodo transitorio, le quote in eccesso rispetto alla soglia del 3% saranno "sterilizzate": non conferiranno diritto di voto né daranno titolo a ricevere dividendi.

### Distribuzione dei dividendi
Ai partecipanti al capitale sono distribuiti dividendi per un importo massimo del 6% del capitale stesso: si tratta, quindi, di un importo massimo di 450 milioni di euro, da dividere fra tutti i partecipanti.
I restanti utili sono destinati a distribuzione, o ad accantonamento, nelle misure e con le modalità che seguono: 
- accantonamento alla riserva ordinaria, fino alla misura massima del 20%;
- accantonamento alla riserva straordinaria e ad eventuali fondi speciali, fino alla misura massima del 20%;
- distribuzione allo Stato, per l'ammontare residuo.

## Organizzazione

### Amministrazione centrale
L'Amministrazione centrale della Banca d'Italia, sita in Roma, è articolata in otto Dipartimenti (ciascuno dei quali fa capo a un Capo Dipartimento, dirigente di livello apicale) e 36 Servizi. Ogni Servizio è a sua volta suddiviso in Divisioni e/o Uffici.
La maggior parte delle strutture dell'Amministrazione centrale si trova nel centro di Roma, spesso in palazzi di grande prestigio. Il governatore, ad esempio, ha i suoi uffici in via Nazionale, a palazzo Koch.
Nel 1999 alcuni servizi sono stati trasferiti nel Centro Donato Menichella, un complesso di nuova costruzione, sito a Vermicino (Frascati). Si tratta dei Servizi legati all'informatica ed alle telecomunicazioni, all'organizzazione interna, agli appalti, alla gestione immobiliare.
Più della metà del personale della Banca d'Italia è assegnato all'Amministrazione centrale.

### L'Unità di Informazione Finanziaria (UIF)
Istituita ai sensi del d.lgs. n. 231/2007, esercita le proprie funzioni in ambito di contrasto al riciclaggio e al finanziamento del terrorismo in autonomia e indipendenza. La Banca d'Italia ne disciplina con regolamento l'organizzazione e il funzionamento.
L'UIF si avvale di risorse umane e tecniche, di mezzi finanziari e di beni strumentali della Banca.

### Strutture periferiche

#### Filiali

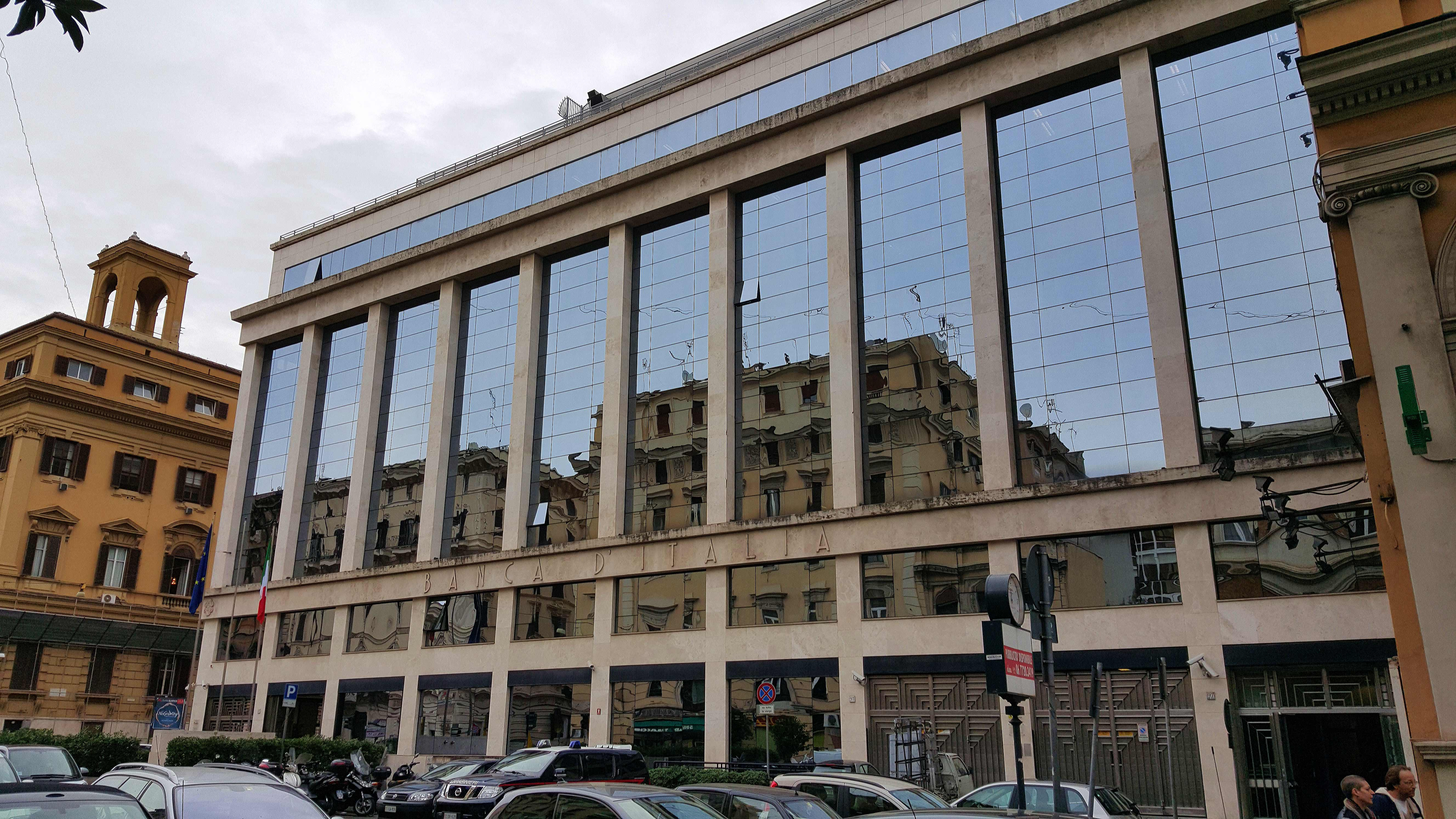
Filiale regionale del Lazio della Banca d'Italia, a Roma, accanto alla sede del Ministero dell'economia e delle finanze, in via settembre, 97/E

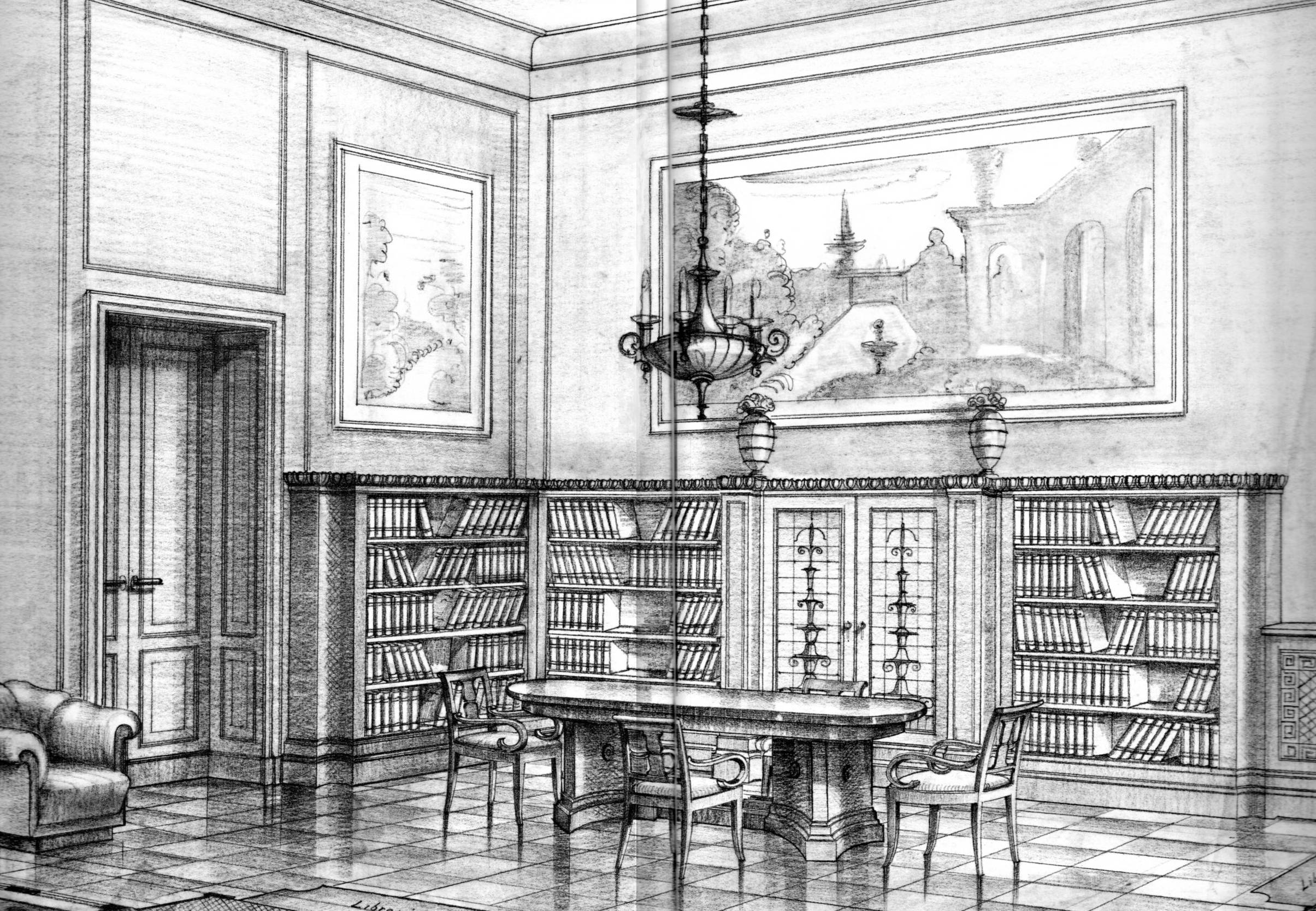
Progetto definitivo d'arredo della Banca d'Italia, a Brescia, eseguito da Ambrogio Fossati nel 1932

La rete territoriale è articolata in 38 filiali, delle quali 20, insediate nei capoluoghi regionali, svolgono l’intera gamma delle attività; altre 12 svolgono in modo differenziato una parte rilevante di queste attività, mentre le restanti 6 sono specializzate nel trattamento del contante per la distribuzione e la raccolta di banconote nei confronti di banche e Poste e non offrono servizi al pubblico.
Questo assetto è il risultato della riforma della rete territoriale, avviata dalla Banca d’Italia nel 2015, che prevede un più ampio coinvolgimento delle filiali di maggiori dimensioni in diversi versanti istituzionali, con contestuale chiusura di 22 strutture con operatività ridotta.
Le filiali della Banca d'Italia, fino al 2009, si suddividevano in sedi e succursali, articolate su un modello in cui ogni filiale aveva nel complesso le medesime funzioni.
Le sedi, lascito delle origini regionalistiche della Banca d'Italia, erano 14 ed erano insediate nelle città di Ancona, Bari, Bologna, Cagliari, Firenze, Genova, Livorno, Milano, Napoli, Palermo, Roma, Torino, Trieste, Venezia.
Nei capoluoghi delle province rimanenti erano invece presenti delle succursali. Nelle province istituite dopo il 1992, ai sensi della legge n. 104/1991, non sono mai state istituite nuove presenze della Banca, tenendo invece come riferimento la filiale della provincia di provenienza.
A seguito del "taglio" del 2015, le filiali operative sono:
- Abruzzo: L'Aquila, Pescara
- Basilicata: Potenza
- Calabria: Catanzaro, Reggio Calabria
- Campania: Napoli, Salerno
- Emilia-Romagna: Bologna, Forlì, Piacenza
- Friuli-Venezia Giulia: Trieste
- Lazio: Roma, Roma CDM
- Liguria: Genova
- Lombardia: Milano, Bergamo, Brescia
- Marche: Ancona
- Molise: Campobasso
- Piemonte: Torino
- Puglia: Bari, Foggia, Lecce
- Sardegna: Cagliari, Sassari
- Sicilia: Palermo, Agrigento, Catania
- Toscana: Firenze, Arezzo, Livorno
- Trentino-Alto Adige: Trento, Bolzano
- Umbria: Perugia
- Valle d'Aosta: Aosta
- Veneto: Venezia, Padova, Verona

In passato anche le città di Milano e Napoli avevano sia una sede che una succursale. Nel corso del 2005 in entrambe le città si è avuta l'unificazione di sede e succursale in un'unica struttura.
In definitiva, a un modello che poteva definirsi "provincialistico", in cui la Banca aveva una filiale in ciascuna provincia italiana (fatta eccezione per quelle istituite dopo il 1992), si è passati a un modello "regionalistico" in cui la filiale sita nel capoluogo regionale estende parte delle proprie competenze (sia istituzionali che di auto-amministrazione) anche sulle filiali site nelle restanti province regionali in cui permane una filiale della Banca.
Il 31 gennaio 2025 a seguito di una nota del Consiglio Superiore della Banca d’Italia è stato approvato un piano di riorganizzazione delle filiali che prevede un ulteriore decentramento di responsabilità di vigilanza (prudenziale, antiriciclaggio e tutela della clientela) e il rafforzamento delle attività di educazione finanziaria e della funzione di valutazione del merito di credito delle imprese non finanziarie per i fini della politica monetaria.
Per ragioni di efficienza e di razionalizzazione delle attività, verranno chiuse le Filiali di Brescia e Livorno; il Consiglio Superiore della Banca d’Italia afferma inoltre che tramite le Sedi regionali di Milano e Firenze, la Banca non farà mancare il suo apporto alle istituzioni e alle comunità di questi territori.

#### Delegazioni all'estero
La Banca d'Italia mantiene tre delegazioni all'estero a Londra, New York e Tokyo. Nel corso del 2009 sono state chiuse le delegazioni di Bruxelles, Francoforte sul Meno e Parigi.
Queste delegazioni curano i contatti con gli organismi internazionali e le istituzioni finanziarie locali. Il progetto di riforma organizzativa concluso nel 2009 ha previsto il rafforzamento della presenza della banca in aree economiche emergenti (Cina, India e Brasile), con modalità snelle di insediamento. A tale proposito tra il governatore Mario Draghi e il ministro degli esteri Massimo D'Alema il 17 luglio 2007 hanno sottoscritto un protocollo d'intesa che regola le modalità di insediamento di personale della banca presso gli uffici consolari all'estero.

## Organi dell'istituto

### Governatori
In ordine cronologico:
- Bonaldo Stringher (1928-1930)
- Vincenzo Azzolini (1931-1944)
- Luigi Einaudi (1945-1948)
- Donato Menichella (1948-1960)
- Guido Carli (1960-1975)
- Paolo Baffi (1975-1979)
- Carlo Azeglio Ciampi (1979-1993)
- Antonio Fazio (1993-2005)
- Mario Draghi (2005-2011)
- Ignazio Visco (2011-2023)
- Fabio Panetta (dal 2023)

### Direttori generali
In ordine cronologico:
- Giacomo Grillo (1893-1894)
- Giuseppe Marchiori (1894-1900)
- Bonaldo Stringher (1900-1928)
- Vincenzo Azzolini (1928-1931)
- Pasquale Troise (1931-1940)
- Giovanni Acanfora (1940-1943)
- Antonino Cimino (1944)
- Niccolò Introna (1945-1946)
- Donato Menichella (1946-1948)
- Paride Formentini (1948-1959)
- Guido Carli (1959-1960)
- Paolo Baffi (1960-1975)
- Rinaldo Ossola (1975-1976)
- Mario Ercolani (1976-1978)
- Carlo Azeglio Ciampi (1978-1979)
- Lamberto Dini (1979-1994)
- Vincenzo Desario (1994-2006)
- Fabrizio Saccomanni (2006-2013)
- Salvatore Rossi (2013-9 maggio 2019)
- Fabio Panetta (10 maggio-31 dicembre 2019)
- Daniele Franco (1º gennaio 2020-13 febbraio 2021)
- Luigi Federico Signorini (dall'11 marzo 2021)

### Il Direttorio
Il Direttorio è formato dal Governatore, dal Direttore Generale e da tre Vice Direttori Generali. Il Direttore generale e i Vice direttori generali sono nominati dal Consiglio superiore, su proposta del Governatore; le nomine devono essere approvate con decreto del Presidente della Repubblica promosso dal Presidente del Consiglio dei ministri di concerto col Ministro dell'economia e delle finanze, sentito il Consiglio dei ministri.
Il Direttorio comprende:
- Fabio Panetta (Governatore)
- Luigi Federico Signorini (Direttore Generale)
- Chiara Scotti (Vice Direttore Generale)
- Paolo Angelini (Vice Direttore Generale)
- Sergio Nicoletti Altimari (Vice Direttore Generale)

### I membri del consiglio superiore
Il "Consiglio superiore" della Banca d'Italia nomina, su proposta del governatore, il direttore generale e i vice direttori generali, ed è formato da tredici membri, ciascuno eletto presso ciascuna delle tredici sedi dalle Assemblee dei partecipanti al capitale della Banca
:
- Orietta Maria Varnelli (Ancona)
- Nicola Cacucci (Bari)
- Mirella Bompadre (Bologna)
- Francesco Argiolas (Cagliari)
- Franca Maria Alacevich (Firenze)
- Francesca Cozzani (Genova)
- Donatella Sciuto (Milano)
- Marco Zigon (Napoli)
- Salvatore Di Vitale (Palermo)
- Massimo Luciani (Roma);
- Alberto Bertone (Torino)
- Andrea Illy (Trieste)
- Renata Codello (Venezia)

I membri del consiglio durano in carica cinque anni e sono rieleggibili non più di due volte.

## I partecipanti al capitale della Banca d'Italia
Lo statuto della Banca centrale all'articolo 3 specifica le tipologie giuridiche dei soggetti che possono detenere quote del capitale sociale.
Prima della revisione del 12 dicembre 2006, lo stesso articolo indicava invece che il pacchetto di controllo doveva essere detenuto da soggetti pubblici. La legge 28 dicembre 2005, n. 262, Disposizioni per la tutela del risparmio e la disciplina dei mercati finanziari, prevedeva all'articolo 19, comma 10 (che non verrà mai attuato):
1. Con regolamento da adottare ai sensi dell'articolo 17 della legge 23 agosto 1988, n. 400, è ridefinito l'assetto proprietario della Banca d'Italia, e sono disciplinate le modalità di trasferimento, entro tre anni dalla data di entrata in vigore della presente legge, delle quote di partecipazione al capitale della Banca d'Italia in possesso di soggetti diversi dallo Stato o da altri enti pubblici.

La distribuzione delle quote è rimasta sostanzialmente invariata dal 1948 ad oggi, e gli unici cambiamenti sono stati dovuti alle acquisizioni e fusioni bancarie avvenute nel frattempo. L'elenco dei principali partecipanti al 27/05/2023, indicato sul sito è il seguente:
| Partecipante                                                                                                  | Quote    |
| --- | -------- |
| UniCredit S.p.A.                                                                                              | 5,00%    |
| Cassa Nazionale di Previdenza ed Assistenza per gli Ingegneri ed Architetti Liberi Professionisti – INARCASSA | 4,93%    |
| Ente Nazionale di Previdenza ed Assistenza dei Medici e degli Odontoiatri - Fondazione ENPAM                  | 4,93%    |
| Cassa Nazionale di Previdenza e Assistenza Forense                                                            | 4,93%    |
| Intesa Sanpaolo S.p.A.                                                                                        | 4,91%    |
| Cassa Nazionale Previdenza Assistenza Dottori Commercialisti - CNPADC                                         | 3,67%    |
| BPER Banca | 3,25%    |
| ICCREA Banca                                                                                                  | 3,12%    |
| Generali Italia S.p.A.                                                                                        | 3,00%    |
| INPS | 3,00%    |
| INAIL | 3,00%    |
| Cassa di Sovvenzioni e Risparmio fra il personale della Banca d'Italia S.c.p.a.r.l.                           | 3,00%    |
| Cassa di Risparmio di Asti S.p.A.                                                                             | 3,00%    |
| Banca Nazionale del Lavoro S.p.A.                                                                             | 2,83%    |
| Crédit Agricole Italia S.p.A.                                                                                 | 2,81%    |
| Ente Nazionale di Previdenza per gli Addetti e gli Impiegati in Agricoltura – Fondazione E.N.P.A.I.A.         | 2,76%    |
| Banca Monte dei Paschi di Siena S.p.A.                                                                        | 2,50%    |
| Fondazione CARIPLO                                                                                            | 2,00%    |
| UnipolSai Assicurazioni S.p.A.                                                                                | 2,00%    |
| Fondo Pensione Fondenergia                                                                                    | 1,69%    |
| Banca Popolare del Cassinate s.c.p.a.                                                                         | 0,2%     |
| altri | restante |

## La Banca d'Italia nel SEBC
La Banca d'Italia, in quanto Banca Centrale Nazionale di uno dei 27 stati facenti parte dell’Unione Europea (UE) è una dei partecipanti al Sistema Europeo delle Banche Centrali (SEBC). Avendo l’Italia adottato l’Euro come valuta nazionale è anche parte dell’Eurosistema.
Secondo quanto stabilito dal Trattato che istituisce la Comunità Europea (Trattato CE) e dallo Statuto che regola i limiti ed i poteri del SEBC, la Banca contribuisce alla definizione della Politica Monetaria nell’Eurozona e si occupa di attuare a livello nazionale le decisioni prese in sede di Consiglio direttivo.
Gli altri compiti statutari del SEBC, svolti dalla Banca d'Italia, sono:
- Le operazioni sul mercato dei cambi;
- La custodia e la gestione delle riserve ufficiali in valuta estera degli Stati membri;
- La promozione del regolare funzionamento dei sistemi di pagamento.

Nell’ambito di quest’ultimo compito la Banca d’Italia, assieme alla Deutsche Bundesbank ed alla Banque de France (le 3CB) ha realizzato, e gestisce dal 2007, il sistema di regolamento lordo in tempo reale dei pagamenti all’ingrosso: TARGET2. Le 3CB assieme al Banco de España hanno poi costituito un ulteriore consorzio, le 4CB, che ha implementato ne 2015 la piattaforma di regolamento delle transazioni in titoli: TARGET2 Securities. Più di recente la Banca ha progettato e rilasciato TIPS, per la gestione dei pagamenti istantanei dell’Eurosistema.
A seguito dell’emanazione delle normative conosciute come Unione Bancaria, la Banca partecipa al Meccanismo di vigilanza unico europeo (SSM). Assieme agli altri paesi firmatari condivide le politiche e l’attuazione della vigilanza prudenziale del sistema bancario e promuove il mantenimento della stabilità del sistema finanziario. Interviene in caso di eventuali crisi bancarie secondo le funzioni attribuite dei regolamenti.
La Banca nell'ambito del compito di gestione della circolazione monetaria, ospita una delle 11 officine carte valori autorizzate dalla Banca Centrale Europea per la ricerca, lo sviluppo e la stampa delle banconote in euro. Cura la gestione del ciclo del contante e si occupa della lotta alla contraffazione della divisa europea.
Le ulteriori funzioni svolte dalla Banca all’interno del SEBC sono:
- Sorveglianza sul sistema dei pagamenti;
- Supervisione sul mercato nazionale;
- Attività di ricerca economica ed elaborazione di dati statistici.

## Riserve auree
Al 2015 la banca d'Italia detiene un totale di 2.451,8 tonnellate d'oro.